# Угаров, Вилорий Петрович
Вилорий Петрович Угаров (род. 13 октября 1964 год, Уфа) — российский хозяйственный государственный деятель.

## Биография
Родился 13 октября 1964 года в Уфе. Окончил Всесоюзный заочный финансово-экономический институт по специальности экономист. Трудовую деятельность начинал наладчиком станков с программным управлением Уфимского моторостроительного производственного объединения. В разные годы работал главным бухгалтером, в том числе в совхозе-заводе «Дмитриевский».
С 2000 по 2004 год заместитель главы администрации Уфимского района. С 2005 по 2007 год начальник отдела экономики и прогнозирования администрации Уфимского района. С 2007 по 2014 год заместитель главы администрации Советского района Уфы. Со 2 по 24 апреля 2014 года исполняющий обязанности главы администрации Уфимского района.
С 24 апреля 2014 по 19 апреля 2023 года глава администрации Уфимского района. Покинул пост по собственному желанию одновременно с награждением Орденом Дружбы народов Башкортостана, после чего был назначен заместителем министра жилищно-коммунального хозяйства Республики Башкортостан.

## Награды
- Заслуженный экономист Республики Башкортостан[1].